# Eupithecia gratiosata
Eupithecia gratiosata es una especie de polilla de la familia Geometridae. La especie fue descrita por primera vez por Gottlieb August Wilhelm Herrich-Schäffer habiendo sido descrita en 1861, con una amplia distribución en Europa. El sintipo de la especie fue descrita en la región de Silesia. 

## Descripción
Es una polilla blanquecina, pequeña, con una envergadura de las alas de 21 a 25 milímetros (0,8 a 1 plg). La parte interna del área basal de las alas anteriores suelen ser grisáceas con un tono marrón o castaño a nivel de M3 y CuA2.: Notas 1 
La cabeza y el abdomen son también blanco níveo. Los palpos labiales son de color marrón pálido y la frente blanquecina con bandas marrones.
La oruga completamente desarrollada mide entre 19 a 22 milímetros (0,7 a 0,9 plg). La oruga es robusta, cilíndricamente redonda y de un intenso color azafrán o amarillo limón, como las flores de su planta alimenticia. Después de la tercera muda, las marcas que adoptará la oruga adulta aparecen en finas líneas longitudinales rojas, en su mayoría interrumpidas. La oruga viene en diferentes colores y patrones.

## Ciclo de vida
Las larvas se alimentan de las flores de varias especies de Apiaceae. Los adultos vuelan desde junio hasta principios de agosto. Las orugas se pueden encontrar desde finales de julio hasta principios de septiembre. La especie pasa el invierno en estado de pupa.

## Distribución
E. gratiosata fue inicialmente descrita como una especie completamente mediterránea, principalmente habitando en Cerdeña, Asia Menor y Murcia. Fue luego descrita en las praderas de la región montañosa de la Alta Moldavia y luego en el resto de Europa. Desde entonces, la polilla se ha descrito en los alpes marítimos de Francia, Córcega, la península ibérica, Italia, la península balcánica, la Sierra de Monchique de Portugal, Ucrania, Polonia, Rusia, Turkmenistán, Kazajstán, Oriente Próximo e Irán.
La polilla habita bosques con buena luz y zonas de matorrales en regiones montañozas y de meseta. Se han descrito a varias alturas, en Algarve a nivel del mar y hasta 1500 metros (4921,3 pies) en la Cordillera Penibética.